# Phaeogenes parvulus
Phaeogenes parvulus är en stekelart som beskrevs av Pfeffer 1913. Phaeogenes parvulus ingår i släktet Phaeogenes och familjen brokparasitsteklar. Inga underarter finns listade i Catalogue of Life.